# Bill Gaither
William J. Gaither, mais conhecido como Bill Gaither (Indiana, 28 de março de 1936) é um cantor e compositor norte-americano de southern gospel (corrente da música gospel vinculada ao country tradicional) e música cristã contemporânea. Compôs inúmeras canções cristãs populares com sua esposa, Gloria. É também integrante do Bill Gaither Trio, o Gaither Vocal Band, e em seus "Homecomings".

## Biografia
Bill Gaither nasceu em Alexandria, Indiana, filho de George e Lela Gaither. Formou seu primeiro grupo, o Bill Gaither Trio (consistindo de sua irmã Mary Ann, e irmão Danny), em 1956 enquanto estudante universitário no Colégio Anderson.
Depois de mudar de Anderson, em 1959, trabalhou como professor de inglês. Casou-se com Gloria Sickal em 1962. Após alguns anos tentando conciliar a música com carreira docente, largou o trabalho docente em 1967 para trabalhar em tempo integral na indústria musical cristã.

## Carreira Musical

### Bill Gaither Trio
Desde o começo, cantando com o Bill Gaither Trio na década de 1950, Bill Gaither nunca parou. Gaither é baixo e por muitas vezes cantou enquanto tocava violão com o Bill Gaither Trio (ele também toca piano).
O The Bill Gaither Trio inicialmente foi constituído por Bill Gaither, o seu irmão Danny Gaither e sua irmã Mary Ann Gaither. Por volta de 1964 a esposa de Bill, Gloria, tomou o lugar de Mary Ann, e cerca de 10 anos depois, Danny deixou o trio e foi substituido por Gary McSpadden, que mais tarde integraria o Gaither Vocal Band juntamente a Bill. O trio cantou composições próprias juntamente com músicas evangélicas tradicionais e procuravam dar uma "cara" mais contemporânea a estas.

### Gaither Vocal Band
Bill Gaither manteve o Gaither Vocal Band com uma variedade de cantores indo e vindo. O atual Gaither Vocal Band é constituída por Bill Gaither, Adam Crabb, Todd Suttles, Reggie Smith e Wes Hampton, após a saída recente de David Phelps.
Seus "Homecomings", que se iniciaram em 1991, reúnem grandes nomes do southern gospel. As turnês "Homecoming" têm vendido mais de 1,1 milhões de ingressos em todo o mundo, e tem sido realizadas em locais notáveis como o Kennedy Center e Carnegie Hall. Em 2004, por exemplo, a turnê vendeu mais ingressos do que Elton John, Fleetwood Mac ou Rod Stewart.[carece de fontes?]
Em 1983 Bill Gaither foi introduzido no Hall da Fama da música Gospel, no que foi seguido por sua esposa em 1997.

## Influências
Bill Gaither foi influenciado pelo southern gospel de grupos e cantores, como Jake Hess, Hovie Lister, e grupos como o Speers, o Statesmen e os Happy Goodmans.
Algumas canções que ele escreveu tornaram-se destacadas em todo o mundo de fala inglesa. Entre elas estão os seguintes títulos títulos:
- "The Longer I Serve Him"
- "Because He Lives"
- "The King Is Coming"
- "Something Beautiful"
- "He Touched Me"
- "It Is Finished"
- "There's Something About That Name"
- "Let's Just Praise The Lord "

Suas canções foram regravadas por artistas cristãos como Carman e Sandi Patty, e cantores como The Statler Brothers e Elvis Presley. Geralmente, Gloria Gaither escreve as letras, enquanto Bill escreve a música, embora o processo de composição das músicas é um projeto colaborativo entre os dois.
Gaither foi considerado um pai para muitos figuras da cena musical cristã [carece de fontes?] e ao mesmo tempo ajudou a prolongar a carreira de muitos artistas que vieram antes dele. Mark Lowry, Sandi Patty, Carman, Steve Green, Don Francisco, Amy Grant, Michael English, Jonathan Pierce, Karla Worley, e Cynthia Clawson são todos artistas que tiveram seu início ou se tornaram populares excursionando com os Gaithers.[carece de fontes?]
Além de cantar e compor, Bill Gaither produziu álbuns de outros artistas cristãos desde o início de 1990.
Em 2004, a revista Rolling Stone nomeou Bill Gaither como um dos 50 músicos mais ricos do cenário musical. Aos 78 anos, Gaither era o mais velho da lista.

## Empresário e Homem de Influência
Bill Gaither fundou a Gaither Music Company, que assume as funções de gravadora, vendedora de ingressos, produtora de televisão, autor de gestão, loja de varejo, estúdio de gravação e telemarketing para o império Gaither. Gaither também comanda um pequeno centro chamado Gaither Family Resources.
Bill Gaither e Gloria continuam vivendo em Indiana e têm três filhos adultos.